# IXOPAY
 (mai 2022).
IXOPAY Gmbh est une société technologique autrichienne et une plateforme d´orchestration de  paiements,. IXOPAY fait partie du groupe IXOLIT,,.

## Histoire
IXOPAY a été fondée en 2014 à Vienne, en Autriche, par Rene Siegl et Nathalie Siegl.
En 2016, la première plateforme d'orchestration de  paiements a été lancée.  En 2018, IXOPAY a sorti une solution en marque blanche.
La société coopère avec d'autres sociétés financières et technologiques dans le domaine des paiements.  En 2021, la société comptait 140 intégrations avec des fournisseurs de paiement.  En 2018, IXOPAY s'est associé à Paysafe.
En 2020, la société s'est associée à Paydoo.
En 2021, IXOPAY a démarré un partenariat avec Vyne, Fraudio, Payaut, MULTISAFEPAY, Silverflow, Fraugster.
En 2022, la société a entamé une coopération avec GoCardless, FinTecSystems, Hawk AI,.